# Tuchyňa
Tuchyňa – wieś (obec) w powiecie Ilava, w kraju trenczyńskim na Słowacji. Znajduje się w północno-zachodniej części Słowacji.